# سوختة كيش (شبخوسلات)
سوختة کیش (بالفارسية: سوخته‌کیش) هي قرية تقع في إيران في قسم شبخوسلات الريفي. يقدر عدد سكانها بـ 381 نسمة بحسب إحصاء 2016.